# ISO 3166-2:MG

Provinzen in Madagaskar

Die Liste der ISO-3166-2-Codes für  Madagaskar enthält die Codes für die 6 Provinzen.

Die Codes bestehen aus zwei Teilen, die durch einen Bindestrich voneinander getrennt sind. Der erste Teil gibt den Landescode gemäß ISO 3166-1 (für  Madagaskar MG), der zweite den Code für die Provinz wieder.
Die aktuellen Codes stehen auf der Seite der ISO unter #iso:code:3166:MG zur Verfügung.

| Provinz      | Code |
| ------------ | ---- |
| Antananarivo | MG-T |
| Antsiranana  | MG-D |
| Fianarantsoa | MG-F |
| Mahajanga    | MG-M |
| Toamasina    | MG-A |
| Toliara      | MG-U |